# Benoît Jarrier
Benoît Jarrier, nascido a 1 de fevereiro de 1989 em Mans, é um ciclista francês, membro da equipa Arkéa Samsic desde 2013.

## Palmarés
2014
- 1 etapa do Volta à Normandia[1]

## Resultados nas Grandes Voltas e Campeonatos do Mundo
| Carreira           | 2012 | 2013 | 2014  | 2015 | 2016 | 2017 | 2018 | 2019 |
| ------------------ | ---- | ---- | ----- | ---- | ---- | ---- | ---- | ---- |
| Giro d'Italia      | -    | -    | -     | -    | -    | -    | -    | -    |
| Tour de France     | -    | -    | 152.º | -    | -    | -    | -    | -    |
| Volta a Espanha    | -    | -    | -     | -    | -    | -    | -    | -    |
| Mundial em Estrada | -    | -    | -     | -    | -    | -    | -    | -    |

-: não participa

Ab.: abandono